# قطار عليا
قطار عليا (بالإنجليزية: Qatar-e Olya)‏ هي منطقة سكنية تقع في قسم انغوت الشرقي الريفي في إيران. يقدر عدد سكانها بـ 145 نسمة .